# Théodule Rodriguez d'Evora y Vega
Théodule Joseph Marie Ghislain Rodriguez d'Evora y Vega, ook Théodule de Rodes, (Gent, 23 januari 1815 - Bonn, 17 september 1883) was een Belgisch senator.

## Levensloop
Théodule Rodriguez, markies van Rodes, baron van Berleghem, was een zoon van Charles Rodriguez d'Evora y Vega (1790-1868) en van Delphine d'Andelot (1790-1854). Zijn vader was lid van het Nationaal Congres en Belgisch senator.
Hij trouwde in 1846 in Den Haag met barones Louise de Trevey de Charmail (Den Haag, 1825 - Parijs, 1867). Het paar bleef kinderloos.
In 1839 begon hij aan een carrière van zeven jaar in de diplomatie. Hij was achtereenvolgens:
- adjunct bij het gezantschap in Rome en Constantinopel (1839),
- gezantschapssecretaris 2de klas in Frankfurt (1839),
- zaakgelastigde a.i. in Frankfurt (1840),
- zaakgelastigde bij de Duitse Confederatie en bij de hoven van Bade, Hesse-Darmstadt, Hesse-Cassel en Nassau (1841),
- gezantschapssecretaris 1ste klas in Frankfurt (1842-1846).

Hij kwam toen, naar aanleiding van zijn huwelijk, naar België terug en werd, naast het beheren van zijn eigendommen, actief in de wereld van de ondernemingen. Zo was hij:
- bestuurder van de Fabrique de Fer d'Ougrée,
- lid van de toezichtsraad van de Banque de Belgique,
- censor van de Compagnie Immobilière de Belgique,
- bestuurder van de Société de Crédit Foncier International,
- bestuurder van de Houillères Unies du Bassin de Charleroi,
- bestuurder van de Charbonnages Bray-Maurage in Boussoit,
- bestuurder van Linière Saint-Léonard.

In 1868 werd hij verkozen tot katholiek senator voor het arrondissement Oudenaarde, in opvolging van zijn vader. Hij oefende dit mandaat uit tot in 1878.
Hij was ook lid van de bestuurscommissie van het Koninklijk Museum van Wapens en Artillerie in Brussel.